# Warszawka (Baszkiria)
Warszawka (ros. Варшавка, baszk. Варшавка) – wieś (ros. деревня, trb. dieriewnia) w Rosji, w Baszkirii, w rejonie karmaskalińskim.